# Montaison (botanique)
Pour les articles homonymes, voir montaison.

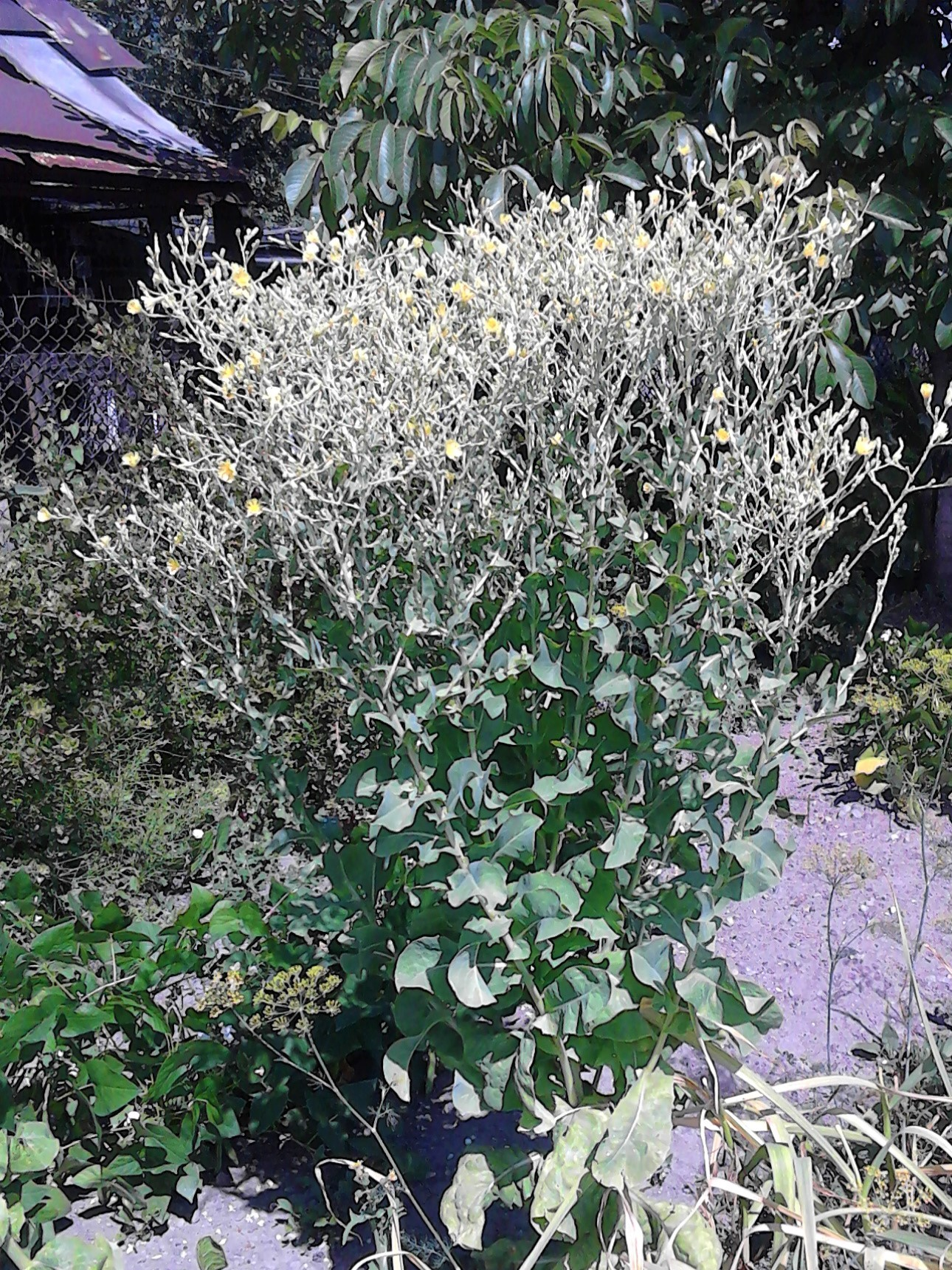
Laitue montée en graine.

La montaison, appelée aussi montée à graine, est un stade dans le cycle annuel d'une plante à graines, l'initiation florale, qui s'accompagne de modifications de l'appareil végétatif avant le stade de préfloraison. 
C'est un processus d'allongement des espaces entre-nœuds de la tige dressée florifère, quand une plante herbacée « monte en graine ». La montaison qui déclenche la mise à fleur est activée par des  hormones végétales de la famille des gibbérellines.

## Exemples
Ce phénomène prend une ampleur particulière chez la rose trémière dont la hampe florale, après la montaison, peut atteindre 2 mètres de hauteur. Chez les salades, la montaison affecte un peu certains légumes racines, mais surtout les légumes feuilles et notamment les laitues (pommées, batavias, romaines, variétés de laitues à couper).